# Trebor Healey
 (février 2019).
Si vous disposez d'ouvrages ou d'articles de référence ou si vous connaissez des sites web de qualité traitant du thème abordé ici, merci de compléter l'article en donnant les références utiles à sa vérifiabilité et en les liant à la section « Notes et références ».
Pour les articles homonymes, voir Healey.
Trebor Healey, né à San Francisco en 1962, est un poète et romancier américain. 

## Biographie
Né à San Francisco, il grandit à Seattle. Il étudie la littérature américaine à l'Université de Californie à Berkeley. Il réside à San Francisco pendant sa vingtaine et participe au spoken word des années 1980 et 1990.
Il publie cinq cycle de poésie et d'autres poèmes et nouvelles dans plusieurs revues, journaux et anthologies. Il vit actuellement à Los Angeles. 
En 2004, Through It Came Bright Colors remporte les prix Ferro-Grumley, Fiction Award et le Violet Quill Award. Gay Today le nomme aussi l'un des dix meilleurs romans de 2003. La nouvelle The Mercy Seat a été nommé un des dix meilleures histoires de 2004 dans storySouth Million Writers Awards.

## Œuvres

### Romans
- Through It Came Bright Colors (Haworth Press, 2003)  (ISBN 978-1560234524)
- Faun (Lethe Press, 2012)  (ISBN 978-1-59021-385-8)
- A Horse Named Sorrow (University of Wisconsin Press, 2010)  (ISBN 978-0299289706)
- Eros & Dust (Lethe Press, 2016)  (ISBN 978-1590216521)

### Recueil de nouvelles
- A Perfect Scar and Other Stories (Haworth Press, 2007)  (ISBN 978-1-60864-000-3)

### Nouvelle
- The Mercy Seat (2004)

### Poésie
- Sweet Son of Pan (Suspect Thoughts Press, 2006)  (ISBN 978-0977158218)

### Éditeurs d'essais
- Beyond Definition: New Writing from Gay and Lesbian San Francisco (Manic D Press, 1994)  (ISBN 9780916397302), éditeur, avec Marci Blackman
- Queer and Catholic (Taylor & Francis, Inc., 2008)  (ISBN 9781560237136), éditeur avec Arnie Evans